# Country Garden
Country Garden (chinois :碧桂园; pinyin : Bìguìyuán ; Jyutping : bik1 gwai3 jyun4) est une société immobilière basée à Guangdong, en Chine. Elle est détenue par la famille de son fondateur Yang Guoqiang (en). En 2020, Country Garden est classée 147e dans la liste Fortune Global 500. L'entreprise présente une capitalisation boursière de plus de 29,84 milliards de dollars américains en 2018. Après Evergrande Group en 2021, Country Garden fait défaut sur sa dette en août 2023.

## Historique
Country Garden est créée en 1992 dans la province de Guangdong, en Chine, elle est spécialisée dans le développement et la gestion de projets immobiliers. En 2016, les ventes de biens résidentiels réalisées par Country Garden ont dépassé 43 milliards de dollars, pour une superficie de l'ordre de 37 millions de mètres carrés, elle appartient alors aux trois premières entreprises immobilières au niveau mondial. 
En 2020, Country Garden est classé à la 147e place sur la base de son chiffre d'affaires de 70,335 milliards de dollars US, sur la liste de Fortune Global 500. C'est la quatrième année consécutive où Country Garden figure sur cette liste des 500 premières entreprises mondiales classées selon l'importance de leur chiffre d'affaires. 
Lors du premier trimestre 2022, les bénéfices de Country Garden baissent de 96 % avec 612 millions de yuans, contre 15 milliards de yuans un an plus tôt. Fin 2022, le groupe estimait sa dette à environ 1 152 milliards de yuans, soit 150 milliards d’euros.
En août 2023, Country Garden se retrouve dans l'impossibilité de rembourser certaines de ses dettes, faisant chuter son action de plus de 16 % à la bourse de Hong Kong. Son endettement est alors supérieur à 150 milliards d'euros, après une perte record de 6 milliards d'euros en 2022, alors qu'il était cette année là le plus gros vendeur de biens immobiliers en Chine et employait plus de 70 000 personnes à temps plein,.

## Direction
Yang Huiyan détient 70 % des actions boursières de Country Garden, que son père Yang Guoqiang (en) lui a transférées avant l'introduction en bourse en 2007. En 2019, selon le magazine Forbes, sa fortune s'élève à 19,2 milliards de dollars américains.